# Bill Bogg's Windfall
Bill Bogg's Windfall è un cortometraggio muto del 1912 diretto da Dell Henderson.

## Produzione
Il film fu prodotto dalla Biograph Company.

## Distribuzione
Distribuito dalla General Film Company, il film - un cortometraggio di 182,5 metri - uscì nelle sale cinematografiche USA il 30 dicembre 1912.